# ジェームズ・アレン・ガレス
ジェームズ・アレン・ガレス（James Allen Gähres, 1943年8月5日 - ）は、アメリカ合衆国出身のピアニスト、指揮者。

## 人物・来歴
ジェームズ・アレン・ガレスは、1943年にペンシルベニア州ハリスバーグで生まれた。ボルチモアのピーボディ音楽院で音楽、指揮、作曲、ピアノを学び、最終学年にはピーボディ交響楽団の副指揮者であった。その後、フルブライト・フェローシップの対象者としてウィーン国立音楽大学に留学し、ハンス・スワロフスキーに指揮法を学んだ。また、ザルツブルクのブルーノ・マデルナのマスタークラスに参加した。
ガレスは、ドイツのいくつかの歌劇場で指揮者を務めた。そのうち、ハノーファー州立劇場では第一カペルマイスターを10年間務めた。ここではシーズンごとにおよそ15作のオペラとミュージカルを上演した。その後、ブラウンシュヴァイク州立劇場で首席指揮者を3年間務めた。
ジェームス・アレン・ガレスは、ニューヨーク・シティ・オペラ、ハイデルベルク音楽祭、ポズナン大劇場、ベルリン・ドイツ交響楽団、ハノーファー北ドイツ放送フィルハーモニー管弦楽団、バイエルン放送交響楽団などにたびたび指揮者として客演した。1989年にはベルリン・ドイツ・オペラによるレナード・バーンスタイン『キャンディード』のドイツ初演に招かれた。
1994年から2011年にかけて、ガレスはウルムのウルム劇場で音楽総監督を務め、シーズンごとにいくつかのオペラ・プロダクションを行った。 彼はこの時期にフィルハーモニー・コンサートも毎回指揮し、また首席指揮者としてウルム・フィルハーモニー管弦楽団を指揮した。ガレスのコンサート・レパートリーにはとりわけ、ウィーン楽派、ロマン派音楽からバルトークのモダニズムの作品までが含まれる。ヨハン・ゼバスティアン・バッハ、ベートーヴェン、ブラームス、モーツァルト、ブルックナー、シューベルト、シューマン、エクトル・ベルリオーズ、ムソルグスキー、ショスタコーヴィチ、ラフマニノフ、ドヴォルザーク、ウィリアム・シューマン、コープランド、バーバー、ヴォーン・ウィリアムズ、ホルスト、エルガー、アイヴズ、シチェドリン、チャイコフスキー、ワーグナー、マーラー、メンデルスゾーン、シベリウス、ブルッフ、ベルク、そしてリヒャルト・シュトラウスである。
ガレスは1994年9月にR・シュトラウスの『薔薇の騎士』を指揮して、音楽監督としてウルム劇場で成功裏にデビューした。 アンジェラ・デノークは、このプロダクションでタイトルロールを歌ったが、これはデノークの「元帥夫人」のデビューだった。ガレスのオペラ・レパートリーには、『リゴレット』、『カルメン』、『カヴァレリア・ルスティカーナ』、『道化師』、『ファウスト博士』（ブゾーニ）、『イル・トロヴァトーレ』、『ドン・カルロ』、『オテッロ』、『コジ・ファン・トゥッテ』、『魔笛』、『運命の力』、『ノルマ』、『マクベス』、『フィガロの結婚』、『ドン・ジョヴァンニ』、『ラ・ボエーム』、『蝶々夫人』、『さまよえるオランダ人』、『トスカ』、『エレクトラ』、『フィデリオ』、『ニーベルングの指環』、『タンホイザー』、『ナクソス島のアリアドネ』、『アンドレア・シェニエ』、『青ひげ公の城』、『ヴォツェック』、『サロメ』などがある。
ガレスはウルム・フィルハーモニー管弦楽団の音楽監督および指揮者として、ニューイヤー・コンサートの伝統と、ヘルベルト・フォン・カラヤン記念コンサートの伝統を確立した。さらに、首席指揮者時代には15枚以上のCDを発売している。その中でも特筆すべきは最初のライブ録音盤で、シチェドリンの『カルメン組曲』、『自画像』、『2つのタンゴ（アルベニスによる）』が収録されている。
客演指揮者としては、とりわけ、ドルトムント歌劇場での『リゴレット』、シュトゥットガルト州立劇場での同作と『ノルマ』が特筆される。バイエルン国立歌劇場での『魔笛』がこれに次ぐ。ナポリのサン・カルロ劇場におけるシンフォニー・コンサートに招かれた際には、ベートーヴェンとバルトークの作品を指揮した。レーゲンスブルクでのバイエルン放送交響楽団のコンサートや、エアフルト・フィルハーモニー管弦楽団によるいくつかのコンサートでは、チャイコフスキーの『ピアノ協奏曲第1番』やショスタコーヴィチの『交響曲第5番』を指揮した。ガレスはウェストバージニア交響楽団（チャールストン）、マイニンゲン宮廷楽団の客演指揮者も務め、それらではエクトル・ベルリオーズ、レスピーギ、チャイコフスキー、またメンデルスゾーンの『ヴァイオリン協奏曲』を指揮している。
2008年にはマイニンゲン州立劇場に、2011年1月と2月にはベルリン・ドイツ・オペラに招かれ、ジョルダーノの『アンドレア・シェニエ』を何度か指揮した。同年はまた、ウルフ・シルマーの招きによりライプツィヒ歌劇場（オーケストラはライプツィヒ・ゲヴァントハウス管弦楽団）で『魔笛』を指揮した。2016年には、ヒルデスハイムのニーダーザクセン劇場におけるフィルハーモニー管弦楽団のニューイヤー・コンサートのいくつかを指揮した。
2016年6月、ガレスはサンタ・クルス・デ・ラ・パルマのラパルマ音楽祭の音楽監督を務め、ベートーヴェンの『交響曲第7番』、ブルッフの『ヴァイオリン協奏曲第1番』、メンデルスゾーンの『フィンガルの洞窟』、ブラームスの『ピアノ協奏曲第1番』を演奏した。